# Bones (colonna sonora)
Bones è un album del 2010 contenente i brani utilizzati come sottofondi musicali nella serie televisiva Bones.

## Tracce
1. The Crystal Method – Bones Theme
2. Sinead O'Connor – Angel
3. Placebo – Running Up That Hill
4. Stereophonics – It means nothing
5. Thirteen Senses – Gone
6. Eliza Lumley – Black Star
7. Black Rebel Motorcycle Club – Feel It Now
8. Sara Lov – Fontain
9. Cary Brothers – Something
10. Tall Free 6FT Man – Tears and Laughter
11. Susan Enan – Bring On The Wonder
12. Sarah McLachan – Dirty Little Secret
13. The Crystal Method – Bones Theme - DJ Corporate Remix